# تريفور يونغ
تريفور يونغ (بالإنجليزية: Trevor Young)‏ هو سياسي نيوزلندي، ولد في 28 أغسطس 1925، وتوفي في 13 مايو 2012. حزبياً، نشط في حزب العمال النيوزيلندي. وقد انتخب عضو مجلس النواب النيوزيلندي.